# Aktuelle Stunde (Parlament)
Eine Aktuelle Stunde findet in Parlamenten statt. Sie behandelt in der Öffentlichkeit diskutierte Themen oder schließt sich einer Debatte an, zu der eine Fraktion weiteren Diskussionsbedarf anmeldet. Die Redezeiten der Abgeordneten dürfen eine festgelegte Zeit nicht überschreiten.
Meist dauern Aktuelle Stunden länger als 60 Minuten, da eventuelle Redezeiten von Mitgliedern der Regierung in der Zeitmessung nicht berücksichtigt werden. Sie können aber auch kürzer als eine Zeitstunde sein, wenn die Fraktionen die ihnen eingeräumte Redezeit nicht ausschöpfen.

## Deutschland

### Bundestag
Nach einer Ergänzung der Geschäftsordnung des Deutschen Bundestages (GOBT) fand am 10. Februar 1965, also in der 4. Legislaturperiode, die erste Aktuelle Stunde im Bundestag statt. Derzeit wird sie in § 106 Abs. 1 sowie in Anlage 5 der Geschäftsordnung geregelt. Nach der Legaldefinition handelt es sich dabei um eine „Aussprache über ein bestimmt bezeichnetes Thema von allgemeinem aktuellen Interesse in Kurzbeiträgen von fünf Minuten“. Die Aktuelle Stunde kann von einer Fraktion bzw. von fünf Prozent der Mitglieder des Bundestages verlangt werden. In diesem Fall muss die Aktuelle Stunde bis spätestens 12 Uhr des Vortages beim Bundestagspräsidenten angemeldet werden. Seltener ist es, dass eine Aktuelle Stunde im Ältestenrat vereinbart wurde oder direkt im Anschluss an eine Fragestunde beantragt und durchgeführt wird. Pro Tag wird nur eine Aktuelle Stunde durchgeführt.
Die Aktuelle Stunde wird von einem der Mitglieder eröffnet, die die Aussprache verlangt haben. Die übrige Reihenfolge wird gemäß § 28 GOBT durch den Bundestagspräsidenten bestimmt. Die Dauer der Aussprache ist auf eine Stunde festgelegt. Spricht ein Redner kürzer als fünf Minuten, so verkürzt sich die Aussprache um die nicht in Anspruch genommene Zeit. Die Redezeit von Mitgliedern der Bundesregierung, des Bundesrates sowie ihren Beauftragten beträgt dreißig Minuten und wird nicht auf die Dauer der Aussprache angerechnet. Überschreiten die Mitglieder der Bundesregierung, des Bundesrates oder deren Beauftragte ihre Redezeit, so verlängert sich die Aktuelle Stunde um dreißig Minuten. Falls ein Mitglied der Bundesregierung, des Bundesrates oder ein Beauftragter zum Ende der Aktuellen Stunde das Wort ergreift, dass eine fünfminütige Erwiderung nicht mehr möglich wäre, so können fünf Prozent der Mitglieder bzw. eine Fraktion verlangen, dass zusätzlich noch je ein Sprecher jeder Fraktion das Wort erhält.
Bis zum Ende der 18. Legislaturperiode im Jahr 2017 wurden über alle Legislaturperioden hinweg 1.064 Aktuelle Stunden durchgeführt. In der 14. Wahlperiode wurde mit 141 Aktuellen Stunden der bisherige Höchststand innerhalb einer Legislaturperiode erreicht. In der vergangenen 18. Legislaturperiode wurden von den 91 durchgeführten Aktuellen Stunden 89 unabhängig von der Fragestunde verlangt, also vorab von einer Fraktion oder fünf Prozent der Mitglieder des Bundestages verlangt. Lediglich zwei Aktuelle Stunden wurden direkt im Anschluss an eine Fragestunde beantragt und durchgeführt. Im Ältestenrat wurde keine Aktuelle Stunde vereinbart. Diese grundsätzliche Verteilung zeigt sich auch bei allen vorausgegangenen Legislaturperioden seit Einführung der Möglichkeit in der 9. Legislaturperiode, dass die Aktuelle Stunde unabhängig von einer Fragestunde bzw. vorab von einer Fraktion oder fünf Prozent der Mitglieder verlangt werden kann.
Viele Aktuelle Stunden werden live vom Fernsehsender Phoenix übertragen. Außerdem werden Plenarprotokolle gefertigt, die auch im Internet abrufbar sind, z. B. zur Aktuelle Stunde über den „I love you“-Virus.

### Landtage
Die einschlägigen Regelungen der deutschen Landtage offenbaren deutliche Unterschiede im Verständnis der Aktuellen Stunden. Zugriffsrechte nach Proporz oder Fristen für die Antragstellung können die Befassung mit wirklich aktuellen Themen in den Hintergrund treten lassen. So gibt es Parlamente, in denen die Fraktionen reihum das Thema vorschlagen dürfen, ohne weitere Anforderungen an die Aktualität. Dazu gehört etwa der Bayerische Landtag oder der Landtag Mecklenburg-Vorpommern. Im Landtag von Baden-Württemberg hingegen kann ein Antrag auf Aktuelle Stunde ausdrücklich zurückgewiesen werden, wenn gegenüber der letzten Plenarberatung des Themas keine wesentlichen neuen Tatsachen vorliegen. Während der Antrag auf Aktuelle Stunde in Mecklenburg-Vorpommern fast eine Woche vor der Beratung gestellt werden muss, kann der Antrag beim Landtag Rheinland-Pfalz noch einen Tag vor der Sitzung eingereicht werden.
Als Besonderheit enthält die Geschäftsordnung des Landtags von Nordrhein-Westfalen sogar eine „Aktuelle Viertelstunde“ für Ausschusssitzungen.

## Österreich
Fünf Abgeordnete des Nationalrats können innerhalb einer 48-Stunden-Frist die Abhaltung einer aktuellen Stunde verlangen. Sie ersetzt dann die Fragestunde, mit der Sitzungen des Nationalrates in der Regel beginnen. Das Thema wird rotationsmäßig von einem der Klubs vorgeschlagen. Die Redezeit beträgt 10 Minuten für den Erstredner und das für das Thema zuständige Regierungsmitglied bzw. den Staatssekretär und fünf Minuten für alle weiteren Redner. Von jedem Klub sollen dabei zwei Abgeordnete zu Wort kommen. Dauert die „Stunde“ mehr als 90 Minuten, kann der Nationalratspräsident sie für beendet erklären.
Auch im Bundesrat gibt es aktuelle Stunden nach ähnlichen Vorgaben.